# Kimrský rajón
Kimrský rajón (rusky Кимрский район) je jedním z rajónů Tverské oblasti v Rusku. Jeho administrativním centrem je město Kimry. V roce 2010 zde žilo 13 800 obyvatel.

## Geografie
Rajón leží na jihovýchodě Tverské oblasti a jeho rozloha je 2514 km². Protéká tudy řeka Volha. Skládá se ze 14 samosprávných obecních obvodů, z toho je jeden městský a 13 vesnických.
Sousední rajóny:
- sever – Kašinský rajón
- východ – Kaljazinský rajón
- jih – Taldomský rajón a městský okruh Dubna (Moskevská oblast)
- jihozápad – Konakovský rajón
- západ – Kalininský rajón
- severozápad – Rameškovský rajón